# Pertecnetato di sodio
Il pertecnetato di sodio è un composto inorganico avente formula {\displaystyle {\ce {NaTcO4}}}. Questo sale incolore contiene l'anione pertecnetato, {\displaystyle {\ce {[TcO4]^{-}}}}. L'anione radioattivo {\displaystyle {\ce {^{99m}TcO4^{-}}}} è un importante radiofarmaco per uso diagnostico. I vantaggi del {\displaystyle {\ce {^{99m}Tc}}} includono la sua breve emivita di 6 ore e la bassa esposizione del paziente alle radiazioni, che consentono di iniettare a un paziente dosi con attività superiori a 30 mCi (dove Ci sta a indicare il Curie). {\displaystyle {\ce {Na[^{99m}TcO4]}}} è il precursore di molti derivati utilizzati nell'imaging biomedico.

## Chimica
L'anione pertecnetato {\displaystyle {\ce {[TcO4]^{-}}}} è il materiale di partenza per la maggior parte della chimica del tecnezio. I sali pertecnetati sono generalmente incolori. Il {\displaystyle {\ce {[TcO4]^{-}}}} è prodotto dall'ossidazione del tecnezio con acido nitrico o con perossido di idrogeno. L'ultimo perfezionamento della struttura del pertecnetato di sodio è riportato nell'articolo. L'anione pertecnetato è simile all'anione permanganato, ancor di più all'anione {\displaystyle {\ce {[ReO4]^{-}}}}, ma è un agente ossidante più debole. È tetraedrico e diamagnetico; il potenziale dell'elettrodo standard per {\displaystyle {\ce {[TcO4]^{-}/TcO2}}} è solo {\displaystyle +0,738\,\mathrm {V} } in soluzione acida, rispetto a {\displaystyle +1,695\,\mathrm {V} } per {\displaystyle {\ce {MnO4^{-}/MnO2}}}. A causa del suo ridotto potere ossidante, il {\displaystyle {\ce {[TcO4]^{-}}}} è stabile in soluzione alcalina. A seconda dell'agente riducente, {\displaystyle {\ce {[TcO4]^{-}}}} può essere convertito in derivati contenenti {\displaystyle {\ce {Tc(VI)}}}, {\displaystyle {\ce {Tc(V)}}} e {\displaystyle {\ce {Tc(IV)}}}. In assenza di forti ligandi complessanti, il {\displaystyle {\ce {[TcO4]^{-}}}} viene ridotto a uno stato di ossidazione {\displaystyle +4} tramite la formazione di idrato di diossido di tecnezio ({\displaystyle {\ce {TcO2}}}).

## Uso farmaceutico
L'emivita del {\displaystyle {\ce {^{99m}Tc}}} è sufficientemente lunga da consentire l'esecuzione di sintesi di marcatura delle misurazioni radiofarmaceutiche e scintigrafiche senza una significativa perdita di radioattività. L'energia emessa da {\displaystyle {\ce {^{99m}Tc}}} è di 140 keV (ove eV indica l'elettronvolt), che consente lo studio degli organi profondi del corpo. I radiofarmaci non hanno effetti farmacologici previsti e sono utilizzati in concentrazioni molto basse. I radiofarmaci contenenti {\displaystyle {\ce {^{99m}Tc}}} vengono attualmente applicati nella determinazione della morfologia degli organi, nei test della funzione degli organi e nell'imaging scintigrafico e tomografico a emissione. La radiazione gamma emessa dal radionuclide consente di acquisire immagini tomografiche in vivo degli organi. Attualmente, oltre l'80% dei radiofarmaci utilizzati clinicamente è marcato con {\displaystyle {\ce {^{99m}Tc}}}. La maggior parte dei radiofarmaci marcati con {\displaystyle {\ce {^{99m}Tc}}} sono sintetizzati dalla riduzione dello ione pertecnetato in presenza di ligandi scelti per conferire specificità d'organo del farmaco. Il composto {\displaystyle {\ce {^{99m}Tc}}} risultante viene quindi iniettato nel corpo e una "camera gamma" viene focalizzata su sezioni o piani per visualizzarne la distribuzione spaziale.

### Applicazioni a imaging specifiche
Il {\displaystyle {\ce {^{99m}Tc}}} viene utilizzato principalmente nello studio della ghiandola tiroidea, in particolare della sua morfologia, vascolarizzazione e funzione. L'anione {\displaystyle {\ce {[TcO4]^{-}}}} e lo ioduro, a causa del loro rapporto carica/raggio comparabile, sono incorporati in modo simile nella ghiandola tiroidea. Lo ione pertecnetato però non è incorporato nella tireoglobulina. Viene anche utilizzato nello studio della perfusione sanguigna, dell'accumulo regionale e delle lesioni cerebrali nel cervello, poiché si accumula principalmente nel plesso coroideo.
Il pertecnetato di sodio non può passare attraverso la barriera emato-encefalica. Oltre alle ghiandole salivari e tiroidee, {\displaystyle {\ce {^{99m}TcO4^{-}}}} si localizza nello stomaco. Il {\displaystyle {\ce {^{99m}TcO4^{-}}}} viene eliminato per via renale nei i primi tre giorni dopo l'iniezione. Dopo aver eseguito una scansione, si consiglia al paziente di bere grandi quantità di acqua per accelerare l'eliminazione del radionuclide. Altri metodi di somministrazione del {\displaystyle {\ce {^{99m}TcO4^{-}}}} includono la somministrazione intraperitoneale, intramuscolare, sottocutaneo e orale. Il comportamento dello ione {\displaystyle {\ce {^{99m}TcO4^{-}}}} è essenzialmente lo stesso, con piccole differenze dovute alla differenti velocità di assorbimento, indipendentemente dal metodo di somministrazione.

## Preparazione del99mTcO4−
Il {\displaystyle {\ce {^{99m}Tc}}} è convenientemente disponibile in elevata purezza radionuclidica dal molibdeno-99, che decade con una probabilità dell'87% in {\displaystyle {\ce {^{99m}Tc}}}. Il successivo decadimento del {\displaystyle {\ce {^{99m}Tc}}} porta a {\displaystyle {\ce {^{99}Tc}}} o {\displaystyle {\ce {^{99}Ru}}}. Il {\displaystyle {\ce {^{99}Mo}}} può essere prodotto in un reattore nucleare tramite l'irraggiamento del molibdeno-98 o molibdeno naturale con neutroni termici, ma questo non è il metodo attualmente in uso oggi. Attualmente, il {\displaystyle {\ce {^{99}Mo}}} viene recuperato come prodotto della reazione di fissione nucleare dell'{\displaystyle {\ce {^{235}U}}}, separato dagli altri prodotti di fissione tramite un processo a più fasi, e caricato su una colonna di allumina che costituisce il nucleo di un "generatore" di radioisotopi {\displaystyle {\ce {^{99}Mo}}}/{\displaystyle {\ce {^{99m}Tc}}}.
Poiché il {\displaystyle {\ce {^{99}Mo}}} decade continuamente in {\displaystyle {\ce {^{99m}Tc}}}, il {\displaystyle {\ce {^{99m}Tc}}} può essere rimosso periodicamente (di solito giornalmente) facendo scorrere una soluzione salina (0,15 M di cloruro di sodio in acqua) attraverso la colonna di allumina: il {\displaystyle {\ce {^{99}MoO4^{2-}}}}, più carico, viene trattenuto sulla colonna dove continua a subire un decadimento radioattivo, mentre il radioisotopo utile in medicina, il {\displaystyle {\ce {^{99m}TcO4^{-}}}}, viene eluito nella soluzione fisiologica. L'eluato dalla colonna deve essere sterile e non pirogeno, in modo che il farmaco possa essere utilizzato direttamente, di solito entro 12 ore dall'eluizione.

## Sintesi di radiofarmaci99mTcO4−
Il {\displaystyle {\ce {^{99m}TcO4^{-}}}} è vantaggioso per la sintesi di una varietà di radiofarmaci perché il tecnezio può adottare un certo numero di stati di ossidazione. Lo stato di ossidazione e i coligandi determinano la specificità del radiofarmaco. Il materiale di partenza, {\displaystyle {\ce {Na^{99m}TcO4}}}, reso disponibile dopo eluizione dalla colonna del generatore, può essere ridotto in presenza di ligandi complessanti. Possono essere usati molti agenti riducenti diversi, ma i riducenti dei metalli di transizione vengono evitati perché competono col {\displaystyle {\ce {^{99m}Tc}}} per i ligandi. Si evitano anche ossalati, formiati, idrossilammina e idrazina perché formano complessi con il tecnezio.
Idealmente, la sintesi del radiofarmaco desiderato a partire da {\displaystyle {\ce {^{99m}TcO4^{-}}}}, che è un agente riducente, e dai ligandi desiderati dovrebbe avvenire in un contenitore dopo l'eluizione, e la reazione deve essere eseguita in un solvente che può essere iniettato per via endovenosa, come una soluzione salina. Sono disponibili kit che contengono l'agente riducente, solitamente stagno(II) e ligandi. Questi kit sono sterili, non pirogeni, facilmente acquistabili e possono essere conservati per lunghi periodi di tempo. La reazione con {\displaystyle {\ce {^{99m}TcO4^{-}}}} avviene direttamente dopo l'eluizione dalla colonna del generatore e poco prima dell'uso previsto. Un'elevata specificità dell'organo è importante perché l'attività iniettata dovrebbe accumularsi nell'organo in esame, a causa del fatto che dovrebbe esserci un elevato rapporto di attività dell'organo bersaglio rispetto agli organi non bersaglio. Se c'è un'elevata attività negli organi adiacenti a quello in esame, l'immagine dell'organo bersaglio può essere oscurata. Inoltre, l'elevata specificità dell'organo consente la riduzione dell'attività iniettata, e quindi dell'esposizione alle radiazioni nel paziente. Il radiofarmaco deve essere cineticamente inerte, in quanto non deve cambiare chimicamente in vivo lungo il percorso verso l'organo bersaglio.

### Esempi
- Un complesso che può penetrare la barriera emato-encefalica è generato dalla riduzione di {\displaystyle {\ce {^{99m}TcO4^{-}}}} con stagno(II) in presenza del ligando "d,l-HMPAO" per formare TcO-d,l-HMPAO (HM-PAO è esametilpropileneammino ossima).
- Un complesso che per l'imaging dei polmoni, tecnezio 99mTc albumina aggregata ("Tc-MAA"), è generato dalla riduzione di {\displaystyle {\ce {^{99m}TcO4^{-}}}} con cloruro stannoso ({\displaystyle {\ce {SnCl2}}}) in presenza di albumina sierica umana.
- Lo ione {\displaystyle {\ce {[^{99m}Tc(OH2)3(CO)3]^+}}}, che è stabile sia in acqua che in aria, è generato dalla riduzione di {\displaystyle {\ce {^{99m}TcO4^{-}}}} con monossido di carbonio. Questo composto è un precursore di complessi che possono essere utilizzati nella diagnosi e nella terapia del cancro[8].

## Altre reazioni che coinvolgono lo ione pertecnetato
- La radiolisi di {\displaystyle {\ce {TcO4^{-}}}} in soluzioni di nitrati procede attraverso la riduzione a {\displaystyle {\ce {TcO4^{2-}}}} che induce complessi processi di disproporzione:

{\displaystyle {\ce {TcO4^{-}\ +\ e^{-}->TcO4^{2-}}}}
{\displaystyle {\ce {2TcO4^{2-}->TcO4^{-}\ +\ Tc^{V}}}}
{\displaystyle {\ce {2Tc^{V}->TcO4^{2-}\ +\ Tc^{IV}}}}
{\displaystyle {\ce {Tc^{V}\ +\ TcO4^{2-}->Tc^{IV}\ +\ TcO4^{-}}}}
- Il pertecnetato può essere ridotto da acido solfidrico ({\displaystyle {\ce {H2S}}}) per dare {\displaystyle {\ce {Tc2S7}}}[9].
- Il pertecnetato viene anche ridotto a composti Tc(IV/V) in soluzioni alcaline in serbatoi di scorie nucleari senza l'aggiunta di metalli catalitici, agenti riducenti o radiazioni esterne. Le reazioni di mono- e disaccaridi con {\displaystyle {\ce {^{99m}TcO4^{-}}}} producono composti di Tc(IV) che sono solubili in acqua[10].